# 한진호 (뮤지컬 배우)
한진호(1994년 10월 2일 ~ )는 대한민국의 뮤지컬 배우다.

## 방송
- 더블 캐스팅 (2020) - Top71

## 공연
- Happy Together (2015)
- 군화 (2015)